# 第16軍 (德國國防軍)
第16軍（德語：XVI. Armeekorps）是二戰期間德國陸軍的一個軍。
第16摩托化軍於1938年2月在柏林成立。第16軍在德國入侵波蘭時被分配到第10軍團，在入侵法國時隸屬B集團軍。在法國戰役期間，第16軍參加了阿尼戰役和讓布盧戰役。1941年2月17日，為了組建第4裝甲集群，第16軍被解散。
1944年10月30日，第16軍被重建並參與東線北部的戰鬥。被困在庫爾蘭口袋，直至1945年5月投降。